# Lalibela (negus)
Lalibela (em ge'ez: ላሊበላ), cujo nome real era Gebra Mascal (em ge'ez: ገብረ መስቀል; romaniz.: Gebre Mesqel; lit. "Servente da Cruz"; 1162 – 1221) foi negus do Reino Zagué de 1181 a 1221. Segundo Taddesse Tamrat, era filho de Zã Seium e irmão de Harbé. É conhecido como fundador das igrejas de Lalibela e é celebrado como santo pela Igreja Ortodoxa Etíope.

## Vida
Lalibela nasceu em Adefa ou Roa (mais tarde nomeada Lalibela em sua honra) em Bugna em 1162. Recebeu seu nome, que significa "as abelhas reconhecem sua soberania" em velho agau, devido a um enxame de abelhas que o cercavam quando nasceu, o que sua mãe tomou como sinal de seu futuro reinado como negus. A tradição afirma que foi exilado devido à hostilidade de Tentauidim e Harbé, seu tio e irmão respectivamente, e quase foi envenenado por sua meia-irmã. Como chegou ao poder durante a vida de Harbé, Tamrat suspeita que chegou ao poder pela força das armas.
Diz-se que Lalibela viu Jerusalém numa visão e depois tentou construir uma Nova Jerusalém como sua capital em resposta à captura da antiga cidade pelo sultão Saladino (r. 1174–1193) em 1187. Como tal, muitos sítios de Lalibela têm nomes bíblicos, incluindo o rio da cidade, conhecido como Jordão (em amárico: ዮርዳኖስ ወንዝ; romaniz.: Yordanos Wenz). A posterior Gadla Lalibela, uma hagiografia do negus, afirma que esculpiu as igrejas de Lalibela apenas com a ajuda de anjos. Segundo a narrativa da embaixada portuguesa na Etiópia em 1520-6, escrita pelo padre Francisco Álvares e publicada em 1540, os padres lalibelianos alegavam que as igrejas levavam 24 anos para serem construídas e que foram feitas por homens brancos.
Sua rainha principal era Mascal Quibra, sobre quem algumas tradições sobreviveram. Induziu o abuna Micael a fazer seu irmão Hirum bispo, e alguns anos depois o abuna deixou o Reino Zagué rumo ao ao Egito, reclamando que Hirum usurpou sua autoridade. Outra tradição afirma que convenceu Lalibela a abdicar em favor de seu sobrinho Neacueto-Leabe, mas após 18 meses do desgoverno, fez Lalibela retomar o trono. Taddesse Tamrat suspeita que o fim de seu reinado não foi muito pacífico e diz que a tradição mascara uma breve usurpação de Neacueto-Leabe, cujo reinado foi encerrado pelo filho de Lalibela, Ietbaraque.
Embora pouco material escrito sobre os outros reis zagués sobreviva, há uma quantidade considerável do reinado de Lalibela, além do Gadla Lalibela. Uma embaixada do patriarca de Alexandria João VI (r. 1189–1216) visitou a corte por volta de 1210 e deixou um relato dele, de Neacueto-Leabe e Ietbaraque. O estudioso italiano Carlo Conti Rossini também editou e publicou as várias concessões de terras que sobrevivem de seu reinado.[a]